# マグネトロン

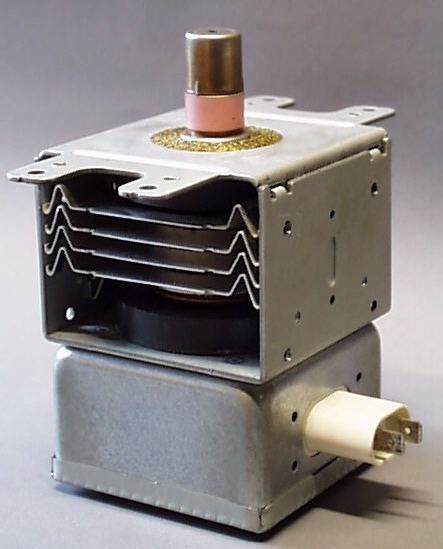
マグネトロン外形

マグネトロン（英: magnetron）とは、発振用真空管の一種で、磁電管（じでんかん）とも呼ばれる。電波の一種である強力なマイクロ波を発生する。レーダーや電子レンジに使われている。

## 構造と動作

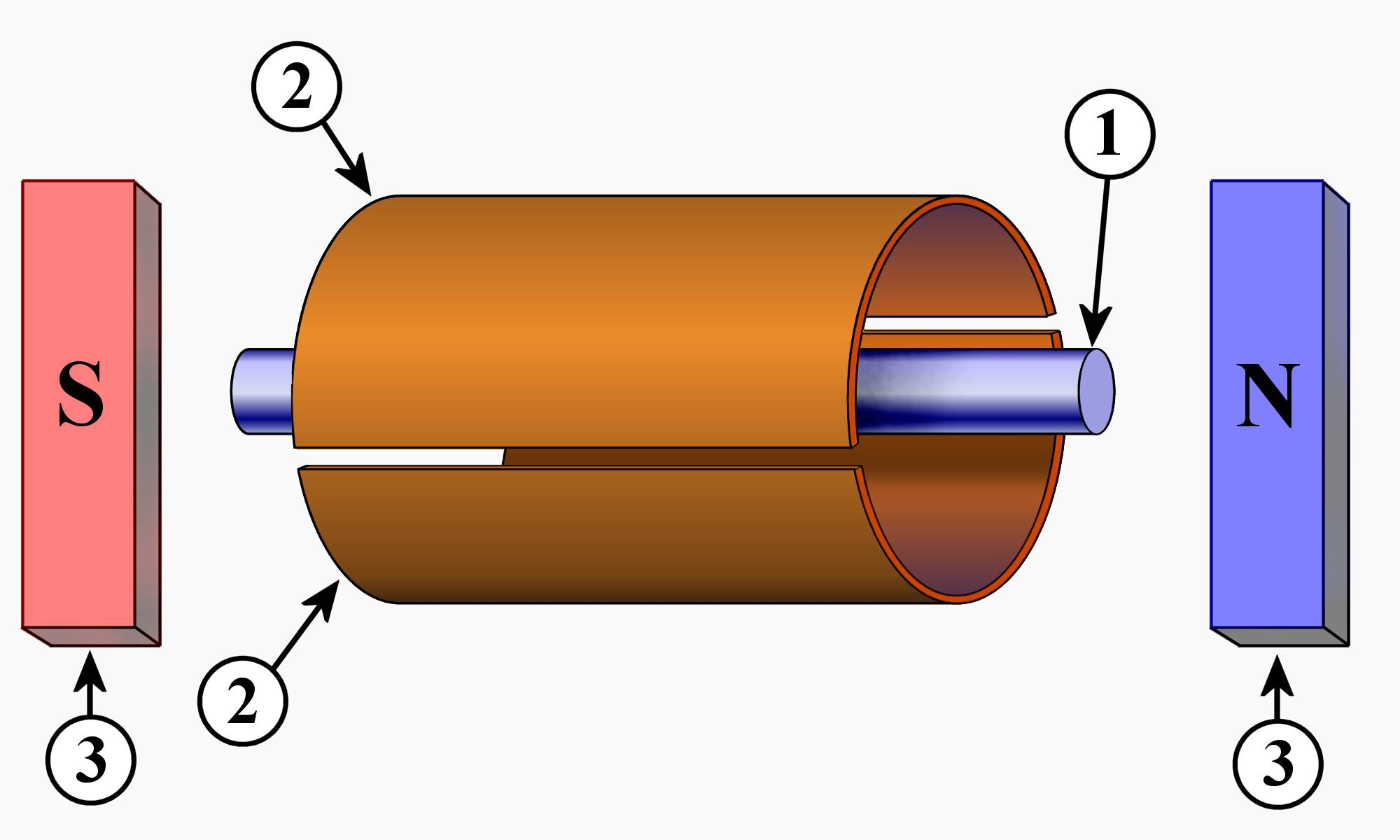
分割陽極型マグネトロンの構造:
1.カソード、2.アノード、3.永久磁石

マグネトロンは他の熱電子管と同様、ヒーターにより加熱される陰極（カソード）と、加熱されない陽極（アノード）からなる。
陰極は管球の空胴の中央に配置され、陽極はこの陰極を囲むように配置されるとともに、陰極に対して正の高電圧が印加されている。陰極をヒーターで加熱すると熱電子が放出され、陽極と陰極間の電界により陽極方向へ加速される。このとき、管球の軸方向に永久磁石などで強力な磁場が形成されており、電子はフレミングの法則に従い進行方向と直角な方向に力を受けて曲げられる。
この作用により、電子は陰極と陽極の間にある作用空間と呼ばれる場所で、サイクロイド曲線を描いて振動しながら周回運動を始める。陽極には規則的に形成された複数の空洞（キャビティ、cavity）があり、空洞の開口部をサイクロイド振動している電子が通過すると、空洞の共振周波数で空洞と電子が共振を起こし、マイクロ波が発生する。こうして空洞に発生したマイクロ波を、結合回路を介して出力回路へ効率よく伝播させることで、マグネトロンの外へと導き出し、各種の利用が可能になる。
この結合回路には、電磁結合（ループ）型と静電結合（スリット）型などがあり、出力回路には同軸型や導波管型がある。

## 応用

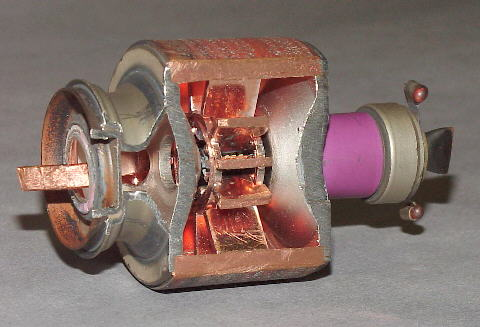
マグネトロン断面

マグネトロンが発生するマイクロ波は、レーダーや電子レンジなどに応用されている。
マイクロ波とは、電波の範疇で高周波帯側を示す概念であり、低周波よりもひろい周波数帯域を通信のために使うことが可能である。その結果として、一定の時間の間に低周波よりも多くの情報を伝送できる。
また、発生するマイクロ波は、強力で波長が短いことにより直進性も高いので、反射波が戻ってくるまでの時間とその方向を測定することにより、離れた地点にある物体の距離と方向の探知を行うことが可能であり、この原理を用いた装置をレーダー（電波探知機、英語: radar）という。
一方、マグネトロンは、基本的に発振管本体は丈夫かつ堅牢であり、高出力で安定したマイクロ波を発振することが出来るが、発振周波数を可変することは一般的に困難であり、クライストロンや進行波管（TWT）のように単体で、振幅変調や周波数変調を行うことも困難である。よって、通信の「変調した情報」を伝送する用途の無線装置には向かない。

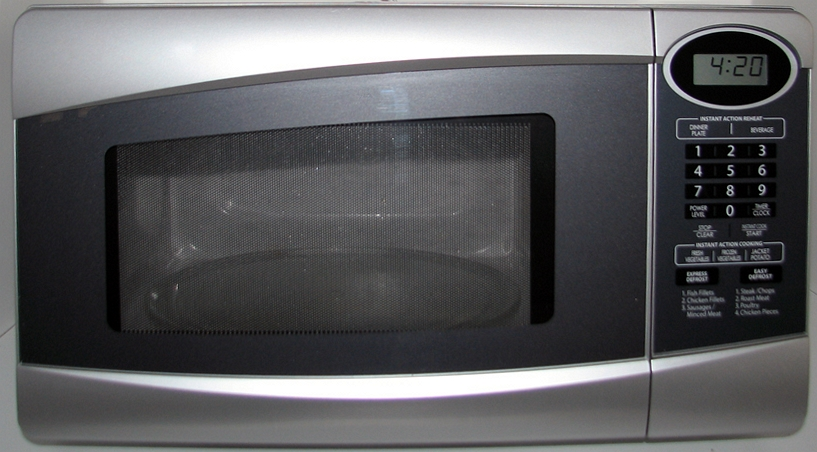
電子レンジは食品を調理するために誘電加熱を使用する。

電子レンジに使用される周波数は、他の応用の電波帯域と干渉して障害を起こさないように、国際規格で『2,450 MHz（ISMバンド）』に統一されているが、アメリカ大陸に限り915 MHzの利用も認められている。電子レンジによる加熱の原理は、極性分子である誘電体にマイクロ波を照射すると、高周波電界の周期に従って、分子回転（分子間振動）を励起し、その回転エネルギーが散逸することにより熱が発生することを利用したものである（マイクロ波加熱参照）。
電子レンジの作動周波数が『2,450MHzに統一されている』理由は、他のマイクロ波帯に悪影響を及ぼさないためであり、水自体の誘電損失による吸収のピークは、さらに1桁ほど高い周波数（温度により変化するが、20 - 80GHz前後）である。
つまり2,450MHzは、水が回転エネルギーとして吸収するピーク周波数からは大きく外れているが、水のマイクロ波吸収特性の幅が非常に広いので、周波数がこの程度ずれていても、十分な吸収が起きて加熱を行える。アメリカ大陸における電子レンジがより低い周波数である915MHzを用いても加熱を十分に行えるのも同じ理由からである（ただし効率は若干劣る）。

## 歴史
原型となるものは1920年に、ゼネラル・エレクトリック社のアルバート・W・ハルにより発明された（1916年は静電制御型発振管の特許を回避するために磁力制御型の開発を開始した年）。これは陽極と陰極がそれぞれ1個の同軸構造であり、低周波しか発振できずマイクロ波を発振できなかった。1925年当時15kW出力20kHzの発振しか実現していない。Albert Hull 自身が通信用途よりも電源コンバータを用途に考えていた。
1924年、チェコ人でプラハ・カレル大学教授の物理学者August Žáček (1886-1961) と、ドイツ人の物理学者Erich Habann (1892-1968) は、マグネトロンが100MHz-1GHzの周波数で発振できることをそれぞれ独立で発見したが、Žáčekの論文が先に出版された。
1927年東北帝国大学の岡部金治郎により「分割陽極型マグネトロン」が開発されて国内で発表された。これによりマイクロ波の発振が可能になった。1928年にはアメリカの学会で八木アンテナと共に英文の論文も発表された。1928年1月25日、岡部はマグネトロンの特許を取得した（75255号）（特許発明明細書　特許庁資料館）。
その後、「陽極分割型マグネトロン」は1934年2月28日にRCAのErnest G. Linderによって、アメリカ合衆国で特許の出願と取得がされた。1935年にドイツの Hans Hollmann が「多分割共鳴空洞マグネトロン」として改良発明し、1940年にはイギリスのジョン・ランドールとハリー・ブートが水冷式の大出力マグネトロンを開発した。1940年代に第二次世界大戦で使うマイクロ波レーダーの共同開発のためイギリスからアメリカ合衆国に技術がもたらされた。レイセオンが、マグネトロン・チューブの大量生産に成功し、連合国側の勝利に貢献した。技術者として徴用されたアーサー・アシュキンはこの時代に書いた論文を元に研究を発展させ、ノーベル物理学賞を受賞した。
大日本帝国は分割陽極型によるマイクロ波用のマグネトロンと八木・宇田アンテナという要素技術を他国に先駆けて発明していたが、アメリカ主導で日英同盟を破棄させられたりと英米と技術交流が途絶えたために日本軍や産業界は諸外国の情報を得て総合的に有用さを判断できなかった事により、マグネトロンパルスレーダーを真珠湾攻撃の開戦までに実用化できなかった。ドイツを中心とした海外情報を元に旧式の3極管発振と非八木アンテナの低性能なレーダーだけを実用化していた。
朝永振一郎によって既にマグネトロンの振動理論が完成しており、戦後同氏はこれで学士院賞を受賞した。海軍技術研究所の島田実験所の研究で、戦争末期に波長10cm、出力50kWのマグネトロンができたとされている。
しかし大戦当時の日本では、強力な永久磁石に必要なコバルト等の希少材料を入手できなかったため、国産マグネトロンは電源性能に左右される電磁石によらなければならず、それを含めた電気関連の技術産業基盤全体の立ち遅れもあり、動作不安定に悩まされるハンデを負っていた。他にも陸海軍間で研究開発体制が断絶しており、レーダー関係も個別で共有されていない組織の非効率性もあった。

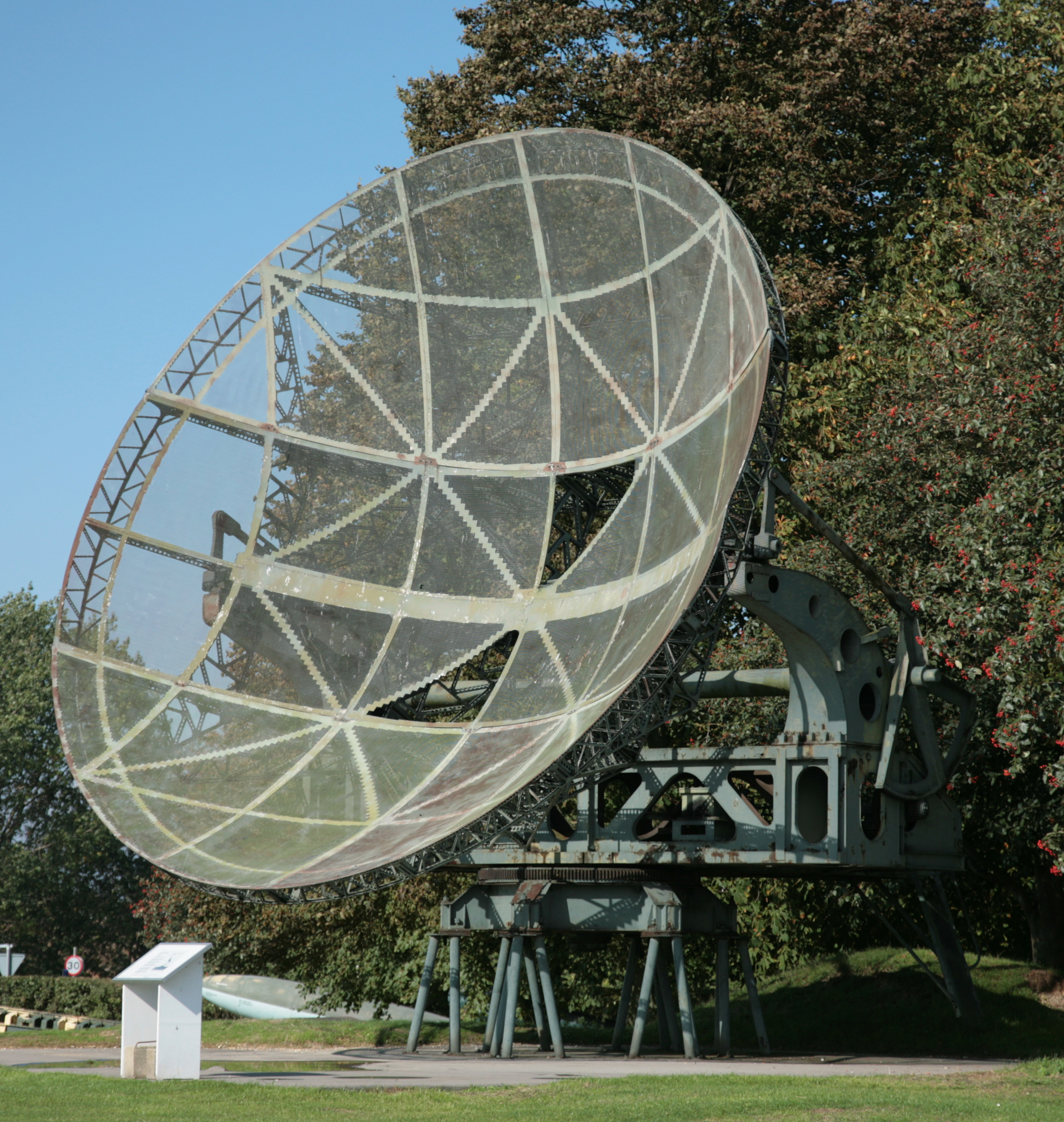
ウルツブルグ

当時の日本の技術開発は既に外国で完成された兵器の体系を模倣して国産化することであって、自力では演繹的に開発できなかった。戦時中に改めてナチス・ドイツから技術導入した射撃制御レーダーのウルツブルグはコヒーレントレーダーであり、単純にマグネトロンを使えず、完成したのは終戦直前の1945年7月だった。
日本軍は、1942年1月にアメリカ領フィリピン、2月にイギリス領シンガポールを陥落したときに接収したパルスレーダーをリバースエンジニアリングしているが、これもほとんど間に合わなかったとされる。当初から国産のマグネトロンを使用したレーダーは、大日本帝国海軍の二号二型電波探信儀だけでホーンアンテナを利用していた。この試作が1941年で、完成したのが1943年である。このレーダーは戦後、民生用の船舶レーダーに流用された。
1946年にパーシー・スペンサーによってマグネトロンの発生するマイクロ波が食品の温度を上昇させる効果が発見されて、これが電子レンジの端緒となった。
マグネトロンは2014年現在でもレーダー・電子レンジの高周波源として利用されており、デジタル信号処理の発達により、マグネトロン発振後にリアルタイムに単純なコヒーレント処理が可能となっている。

## 危険性

警告: 電磁波ハザード

警告: 肺に対して毒性を有する粒子

少なくとも一つの危険性が特によく知られている。目の水晶体は冷却のための血流が無いため、マイクロ波を浴びたときに特に過熱されやすい。この過熱は後年白内障の発症率を高める可能性がある。
またマグネトロンは高電圧を必要とするため、感電などの重大な危険性がある。
一部のマグネトロンは酸化ベリリウムのセラミック絶縁体を使用しており、それを破壊し吸引したりあるいは口に入れることは危険である。一回もしくは慢性的な暴露は治療不可能なベリリウム肺を招く恐れがある。それに加え酸化ベリリウムは人に対して発がん性が確認されているとして国際がん研究機関 (IARC)のリストに掲載されている。よって壊れたセラミック絶縁体やマグネトロンを直接扱うべきではない。
全てのマグネトロンは少量のトリウムがタングステンに混ぜられフィラメントに使用されている。トリウムは放射性金属ではあるものの、通常の使い方では空中に放出されることは無いため癌のリスクは低い。もしもフィラメントがマグネトロンから取り出さた上、細かく砕かれ吸引した場合に限り健康被害を招く可能性がある。